# Népi nyelvsípok
A népi nyelvsípok több fajtája is ismert a magyar néphagyományban, ezek között vannak az oboa kettős, illetve a klarinét egynyelvű nádsípjához hasonló elven működő hangkeltő eszközök egyaránt.
Egyszerű kettős nyelvű, oboaszerű sípot minden szerszám nélkül is lehet készíteni lábán álló, zöld búza- vagy rozsszárból. Ha a kalász alatt a szárat megmarkoljuk, megrántjuk, az középen elválik. A kezünkben maradó csöves szárdarab nyitott végét ujjunkkal homlokunkon összelapítjuk, ez alkotja majd az oboaszerű fúvókát. Néhány centiméternyi darabot a szárból meghagyunk, majd a csomó előtt elcsípjük, ez lesz a hangszer nyitott vége. Az összelapított végét szájba véve lehet megfújni.
Hasonló, de tartósabb kettős nyelvsíp készíthető fűzfahéjból is. Erre a legalkalmasabb az 5–10 mm átmérőjű, tavaszi vesszőről óvatosan lehúzott héj. A cső egyik végét összelapítják, kaparással vékonyítják, hogy még könnyebben összesimuljon. Az ilyen hangkeltő eszköz elnevezései: hápogó, hüppögető, kacsasipító, fosóbíró. A síp esetleg megtoldható fűzfa ágáról csigavonalban lehántott héjszalagból tekert 20–50 cm hosszú tölcsérszerű testtel. Az ilyen hangszer neve fűzfakürt, fűzfatrombita, fűzfaduda. Az ilyen „fakéregoboa” csak addig használható, amíg ki nem szárad.
A tök levélnyeléből mélyebb hangú, nagyobb síp készül. A tök levélnyele üreges, de közvetlenül a levél alatt a belseje még tömör. Ha itt elvágják, és innen, a vége felől éles késsel átlósan néhány centiméterre behasítják, a klarinéthez hasonló síp jön létre. A cső oldalára hangképző nyílásokat is lehet vágni. Csak frissen használható, a tök levélnyele hamar elfonnyad, összeaszalódik.
Libatoll szárából is készítenek klarinétszerű egynyelves sípot. A toll tövének csöves részét levágják, majd a zárt vége felől 3–4 cm hosszan bevágva készítik el a nyelvet. A tollsípot olyan mélyen kell a szájba venni, hogy megfúváskor a síp nyelve szabadon rezeghessen. A regös síp ilyen hangkeltő eszközzel készül, teste kivájt, tölcséres formájúra elvágott lopótök, ennek szárába van illesztve a tollsíp. A budapesti Néprajzi Múzeumban őrzött két példányon 3 illetve 6 hangképző nyílás van.
A tollsíphoz hasonló módon lehet nádcső vagy vékony bodzafa cső oldalába nyelvet hasítani. Ha a cső szájba vett vége nyitott, akkor a játékos a nyílást megszólaltatáskor a nyelvével dugaszolja be.
Egyszerű nyelvsípokból pánsípszerű „orgona” is készülhet: öt-hat különböző méretű darabot cérnával, lószőrrel, hárssal egymáshoz, illetve keresztirányú falapocskához rögzítenek. A szájharmonikához hasonló módon játszanak rajta.

## Külső hivatkozások
- Magyar néprajzi lexikon – fűzfaoboa, fűzfabőgő, fűzfakürt
- Magyar néprajzi lexikon – töklevélszár oboa, töklevélszár síp
- Magyar néprajzi lexikon – tollsíp
- Magyar néprajzi lexikon – tollorgona